# Dendronephthya aurea
Dendronephthya aurea is een zachte koraalsoort uit de familie Nephtheidae. De koraalsoort komt uit het geslacht Dendronephthya. Dendronephthya aurea werd in 1952 voor het eerst wetenschappelijk beschreven door Utinomi. 